# Beschwerdemanagement
Beschwerdemanagement (oder Reklamationsmanagement) ist die Gesamtheit aller systematischen Maßnahmen, die ein Unternehmen bei Beschwerden und Reklamationen von Kunden bezogen auf die Leistungen des Unternehmens oder seiner Erfüllungsgehilfen ergreift.

## Allgemeines
Unternehmensziel ist es, die Kundenzufriedenheit trotz eines negativen Ereignisses möglichst aufrechtzuerhalten und Informationen für die künftige Vermeidung des Fehlers zu erlangen. Die Äußerung der Beschwerde steht im Zentrum des Beschwerdemanagements, doch kann dieses auf weitere Artikulationen ausgeweitet werden, wie zum Beispiel Folgebeschwerden, Lob, Anfragen oder Ideen und Verbesserungsvorschläge.
Da der Begriff „Beschwerdemanagement“ negativ besetzt sein kann, bezeichnen manche Unternehmen diese Form des Kundendialogs mit dem übergeordneten Begriff Feedbackmanagement.

## Einordnung des Beschwerdemanagements

Einordnung des Beschwerdemanagements in das CRM

### Einordnung in das Customer-Relationship-Management
Beschwerdemanagement ist Bestandteil des CRM (Customer-Relationship-Management)-Konzeptes eines Unternehmens. Ziel dieser unternehmerischen Grundhaltung ist es, dem Kunden langfristig eine kontinuierliche Wertschöpfung aus der Geschäftsbeziehung zu bieten – über die gesamte Lebenszeit der Kundenbeziehung hinweg.
Dies erfordert, dass das Unternehmen seine gesamten Aktivitäten in Marketing, Vertrieb und Service konsequent auf die Kundenperspektive ausrichtet.
Das Beschwerdemanagement nimmt im Rahmen des CRM-Gefüges eine wichtige Rolle im Kundenservice ein. Es steht neben Aufgabenbausteinen im Bereich der Neukunden-Beziehungspflege (Neukunden- und Kundenbindungsmanagement) und dem Umgang des Unternehmens mit verlorenen Kunden (Kündiger- und Rückgewinnungsmanagement).

## Ziele des Beschwerdemanagements

Ziele des Beschwerdemanagements

Aktives Beschwerdemanagement liefert wichtige Hinweise auf Stärken und Schwächen eines Unternehmens aus Kundensicht insbesondere auf Produktions- oder Dienstleistungsmängel – sehr oft Fehler von Mitarbeitenden. Da sich erfahrungsgemäß die Mehrzahl unzufriedener Kunden ohne weiteren Kontakt von einem Unternehmen abwendet, sind Beschwerden für Unternehmen eine wichtige zweite Chance, den Kunden zufriedenzustellen. Mit Implementierung eines Beschwerdemanagements wird das Feedback der Kunden erfassbar und kann für den Lernprozess des Unternehmens nutzbar gemacht werden.
Vorrangige Ziele eines professionellen Beschwerdemanagements sind:
- die Steigerung der Servicequalität durch zügiges Lösen von Kundenanliegen
- die Wiederherstellung von Kundenzufriedenheit, während gleichzeitig die negativen Auswirkungen  durch Unzufriedenheit des Kunden minimiert werden,
- die Vermeidung und Reduzierung von Fehler-, Folge- und Beschwerdekosten
- die Nutzung der Beschwerdeinformationen im Hinblick auf betriebliche Risiken und Chancen im Markt.

Erkenntnisse zeigen, dass erfolgreich gelöste Beschwerden eine stark emotionale Wirkung haben und das Verbundenheitsgefühl des Kunden langfristig positiv beeinflussen. Beschwerdeführer, deren Anliegen zur Zufriedenheit gelöst wurde, sind auf Dauer oft loyalere Kunden als solche, die nie Anlass zu einer Beschwerde hatten. Zu den erwiesenen positiven Auswirkungen hoher Zufriedenheit gehören die Bereitschaft zu Wiederkauf, die Entscheidung für weitere Produkte des Anbieters sowie positive Erwähnung und Empfehlung des Unternehmens im Bekanntenkreis.

## Beschwerdemanagementkonzept

Beschwerdemanagementkonzept in Anlehnung an Bernd Stauss

Für die effektive Bearbeitung und Nutzung von Beschwerden müssen alle Aufgabenbereiche abgedeckt sein: von der Bereitstellung leicht zugänglicher Kanäle bis hin zur Beschwerdeinformationsnutzung. Eingebunden ist das Beschwerdemanagement in betriebliche Rahmenfaktoren.

### Rahmenfaktoren
Die Umsetzung des Beschwerdemanagements vollzieht sich innerhalb verschiedener Rahmenfaktoren.
Strategie und Grundlagen: Die strategische Verankerung des Beschwerdemanagements beinhaltet
- ein klares Bekenntnis der Geschäftsleitung zur Relevanz der Kundenzufriedenheit für den Unternehmenserfolg
- die Einordnung des Beschwerdemanagements in den größeren Kontext weiterer Kundenbindungsaufgaben
- die Anerkennung der Relevanz des Beschwerdemanagements für den Unternehmenserfolg und
- die Abgrenzung von Begriffen sowie die Festlegung auf einen gemeinsamen Sprachgebrauch.

Mitarbeiter und Führung: Fragestellungen der Mitarbeiterführung und Unternehmenskultur haben Auswirkungen auf
- die Mitarbeiterfindung und -auswahl,
- Motivation und Führung sowie
- die Vergütung der Mitarbeiter im Beschwerdemanagement.

Aufbauorganisation und Ablauforganisation: Organisatorische Rahmenbedingungen betreffen
- die Entscheidung für ein dezentrales oder zentrales Beschwerdemanagement
- die Einordnung des Beschwerdemanagements in das Qualitätsmanagement, den Vertrieb oder einen anderen Bereich,
- die Festlegung der Mitarbeiteranzahl und -kapazitäten für den Bereich und
- in der Ablauforganisation das Prozessmanagement.

Informationstechnologie: Dieser Rahmenfaktor umfasst
- die zum Einsatz kommenden Systeme
- die betroffenen Daten und
- die erforderlichen Schnittstellen.

### Aufgabenbausteine
Im Beschwerdemanagement lassen sich insgesamt acht Aufgaben im direkten und indirekten Beschwerdemanagementprozess unterscheiden. Der direkte Beschwerdemanagementprozess betrifft die Außenbeziehung zum Kunden, der indirekte Beschwerdemanagementprozess betrifft das innerbetriebliche Qualitätsmanagement.

#### Direkter Beschwerdemanagementprozess
Der direkte Prozess umfasst alle Aufgaben, die mit einem unmittelbaren Kundenkontakt verbunden sind:
- Stimulierung: Zielsetzung der Beschwerdestimulierung ist es, unzufriedene Kunden dazu zu bewegen, ihre Probleme gegenüber dem Unternehmen zu artikulieren und für Beschwerdeführer wahrnehmbare Kontaktpunkte zur Verfügung zu stellen. Dies ist von besonderer Bedeutung, da Kunden oft nicht wissen, wo sie sich beschweren sollen. Während analoge Beschwerdekanäle meist in Form von Telefon oder Post vorliegen, wird heutzutage auch vermehrt auf elektronische Beschwerdekanäle gesetzt, wie es z. B. per Mail, Internet (Social Media) oder interaktive Kiosksysteme mit Touchscreens möglich ist.[3]
- Annahme: Um bereits im Erstkontakt angemessen zu reagieren, muss das Unternehmen den Beschwerdeeingang effizient organisieren und klare Verantwortlichkeiten verankern. Durch Zuhören und Erfragen wird das Feedback des Kunden erfasst und dokumentiert.
- Bearbeitung: Im Mittelpunkt der Beschwerdebearbeitung steht das Prüfen und Lösen des Kundenanliegens, etwa durch die Festlegung fester Bearbeitungstermine.
- Reaktion: In der Beschwerdereaktion findet die Rückkopplung vom Unternehmen zum Kunden statt: Als Output der Bearbeitung bietet das Unternehmen dem Beschwerdeführer eine Lösung für sein Anliegen an. Neben materiellen Kompensationen durch die Erfüllung gesetzlicher Gewährleistungsansprüche kommen auch immaterielle Reaktionen wie eine Entschuldigung beim Kunden in Betracht.

#### Indirekter Beschwerdemanagementprozess
Der indirekte Beschwerdemanagementprozess definiert die Aufgabenbausteine, die unternehmensintern wirksam werden und von denen der Kunde nur indirekt betroffen ist:
- Auswertung: Die Beschwerdeauswertung ist charakterisiert durch eine situative, nicht formalisierte Nutzung von Beschwerdedaten. Im Mittelpunkt einer quantitativen Beschwerdeauswertung stehen die Überwachung des Umfangs und der Verteilung des Beschwerdeaufkommens (Reklamationsquote) sowie die Art der von den Kunden am häufigsten wahrgenommenen Probleme. Eine qualitative Beschwerdeauswertung dient der systematischen Ursachenanalyse und der Entwicklung von Verbesserungsvorschlägen.
- Controlling: Das Beschwerdecontrolling differenziert zwischen einem Evidenz-Controlling, einem Aufgabe-Controlling und einem Kosten-Nutzen-Controlling. Das Evidenz-Controlling will feststellen, welcher Anteil der Unzufriedenheit der Kunden in Beschwerden tatsächlich zum Ausdruck kommt. Das Aufgaben-Controlling versucht anhand von objektiven Kennzahlen, Standards für die Aufgaben des direkten Beschwerdemanagementprozesses zu entwickeln und zu überwachen. Schließlich ist es Aufgabe des Kosten-Nutzen-Controllings die Effizienz aller Beschwerdemanagementaktivitäten zu überwachen und ihre Profitabilität nachzuweisen.
- Reporting: Die im Rahmen von Beschwerdeauswertung und Controlling gewonnenen Informationen sind im Rahmen des Beschwerdereportings den Entscheidungsträgern zugänglich zu machen.
- Informationsnutzung: Aus den Beschwerdeinformationen leitet das Unternehmen Maßnahmen zur Verbesserung von Qualität ab. Ebenso ist hier aber auch die Nutzung von Beschwerdeinformationen im Rahmen des Innovations- und Lieferantenmanagements zu sehen.

## Beschwerdemanagement-Norm DIN ISO 10002
Seit 2005 existiert ergänzend zu der Qualitätsmanagementnorm ISO 9001:2000 eine weitere internationale Norm zum Thema Beschwerdemanagement, die in Deutschland als DIN ISO 10002:2010-05 unter der Bezeichnung Qualitätsmanagement – Kundenzufriedenheit – Leitfaden für die Behandlung von Reklamationen in Organisationen veröffentlicht wurde. Die DIN ISO 10002:2010-05 enthält wesentliche begriffliche Festlegungen und die Beschreibung von Prinzipien, zentralen Aufgaben und konkreten Hilfsmitteln des Beschwerdemanagements. Insofern bietet sie einen Überblick über die – auch internationalen – Standardanforderungen an ein Beschwerdemanagement.

## Rechnerunterstützte Qualitätssicherung
Die Verknüpfung qualitätsrelevanter Daten mit der Reklamationsbearbeitung in einem rechnergestützten System (CAQ) kann zu einer deutlichen Reduzierung von Reklamationskosten führen, wenn das Unternehmen den Verursacher einer Reklamation durch das Reklamationsmanagement feststellen kann. Hierbei spielt die Fehleranalyse von reklamierten Waren eine wichtige Rolle.
In der Industrie ist das Verfahren zur Reklamationsbearbeitung in Europa weitestgehend standardisiert. Das Vorgehen bei der Bearbeitung einer Reklamation wird durch den 8D-Report dokumentiert, der üblicherweise bei einer Reklamation zwischen Lieferant und Kunde ausgetauscht wird. Jedoch auch innerbetriebliche Reklamationen können durch das System unterstützt werden. Bei dem Prozess des Reklamationsmanagements sind die Bereiche Fertigung und Qualitätssicherung sowie häufig der Vertrieb beteiligt.
Eine hohe Reklamationsquote kann zu einem Infobrief an die Kunden oder zu einem Produktrückruf oder Chargenrückruf auf der Rechtsgrundlage des Produkthaftungsgesetzes führen.